# プリーズ・エクスキューズ・ミー・フォー・ビーイング・アンチソーシャル
『プリーズ・エクスキューズ・ミー・フォー・ビーイング・アンチソーシャル』（英: Please Excuse Me for Being Antisocial）は、アメリカ合衆国のラッパー、ロディ・リッチのデビュー・スタジオ・アルバム。2020年12月6日にアトランティック・レコードとバード・ヴィジョンからリリースされた。
アルバムには、客演としてガンナ、リル・ダーク、ミーク・ミル、マスタード、タイ・ダラー・サイン、エイ・ブギー・ウィット・ダ・フーディが参加している。本作は、アメリカのBillboard 200で4週連続1位を獲得し、ラッパーのデビュー・スタジオ・アルバムとしては2003年以来最長の首位を記録した。このアルバムから「Big Stepper」、「Start wit Me」、「Tip Toe」、「High Fashion」がシングルカットされた。「The Box」はシングルとしてリリースされる前に、アメリカのBillboard Hot 100で1位を獲得し、彼のキャリアで最高位の曲である。本作は、2020年のBETアワードでアルバム・オブ・ザ・イヤーを受賞した。Apple Musicでもアルバム・オブ・ザ・イヤーに選出され、2020年の世界的に最もストリーミング再生されたアルバムとなった。

## 背景
Revoltのインタビューで、本作のレコーディング・エンジニアであるクリス・デニスが、レコーディング・セッションの一部を語った。それによると、デニスは2019年3月、ある日のスタジオセッションでロディ・リッチと初めて会ったことを回想しており、「(リッチとは)それ以来ずっと仕事を続けていた」という。その時リッチは、ポスト・マローンと共にマローンの「Beerbongs & Bentleys」ツアーのヨーロッパ公演に参加後、アメリカへ帰国したばかりだった。レーベルはリッチのデビュー・アルバムの制作に着手したいと考えており、リッチ自身も興味を示していた。デニスによると、リッチらはアルバムの制作に約1年を費やし、その中でトラックリストを常に変更したり、新曲のレコーディング行った。

## 売上
本作は、リリース初週に10.1万枚 (純粋なアルバム売上は0.3万枚) を売り上げ、本国アメリカのBillboard 200で初登場1位を獲得した。これはロディ・リッチにとって初の全米1位を獲得した作品となった。2週目は8.1万枚を売り上げ、3位に転落。3週目は7.3万枚を売り上げ、3位をキープ。4週目は7.4万枚を売り上げ、2位に浮上。そして5週目にアルバム換算で前週比31%増の9.7万枚を売り上げ、再びチャート1位に返り咲いた。8週目には9.5万枚を売り上げ、3度目のチャート1位に返り咲いた。10週目には7.9万枚を売り上げ、4度目のチャート1位に返り咲いた。
2020年11月5日、全米でアルバム換算の売上枚数が200万枚を超え、ダブル・プラチナに認定された。
本作からシングルカットされた5曲は、アメリカのBillboard Hot 100にチャートインし、「The Box」は11週間1位を記録した。

## 収録曲
| #         | タイトル                                      | 作詞・作曲                                                          | プロデューサー                      | 時間  |
| --------- | --------------------------------------------- | ------------------------------------------------------------------- | ----------------------------------- | ----- |
| 1.        | 「Intro」                                     | Rodrick Moore, Jr. Jacob Canady Jonathan De La Rosa Eduardo Burgess | ATL Jacob Billboard Hitmakers       | 2:15  |
| 2.        | 「The Box」                                   | Moore Samuel Gloade Adarius Moragne Aqeel Tate                      | 30 Roc Datboisqueeze Zentachi [b]   | 3:16  |
| 3.        | 「Start wit Me」(featuring Gunna)             | Moore Sergio Kitchens Tahj Morgan Jasper Harris                     | JetsonMade Harris                   | 2:38  |
| 4.        | 「Perfect Time」                              | Moore Eric Sandoval Anthony Beecham                                 | Sonic Kid Wond3r                    | 2:22  |
| 5.        | 「Moonwalkin」(featuring Lil Durk)            | Moore Durk Banks Sandoval Fabio Aguilar                             | Sonic Aguilar Keanu Beats           | 2:47  |
| 6.        | 「Big Stepper」                               | Moore Cristian Gonzalez Joseph Nguyen Steven Alexander              | Flexico Figurez Made It DJ Shawdi P | 2:55  |
| 7.        | 「Gods Eyes」                                 | Moore Sandoval                                                      | Sonic                               | 2:15  |
| 8.        | 「Peta」(featuring Meek Mill)                 | Moore Robert Williams Ozan Yildirim Nils Noehden                    | OZ Nils                             | 3:18  |
| 9.        | 「Boom Boom Room」                            | Moore Milan Modi Brain Anamayatana Vid Vučenović                    | Yung Lan Kilo Keys ForeignGotEm     | 2:47  |
| 10.       | 「Elyse's Skit」                              |                                                                     |                                     | 0:23  |
| 11.       | 「High Fashion」(featuring Mustard)           | Moore Dijon McFarlane Shahrukh Khan                                 | Mustard GYLTTRYP                    | 3:40  |
| 12.       | 「Bacc Seat」(featuring Ty Dolla Sign)        | Moore Tyrone Griffin, Jr. Modi                                      | Yung Lan                            | 2:52  |
| 13.       | 「Roll Dice」                                 | Moore Gloade Moragne Tate                                           | 30 Roc Datboisqueeze Zentachi       | 2:50  |
| 14.       | 「Prayers to the Trap God」                   | Moore Sandoval Mino Drerup                                          | Sonic Saint Mino [a]                | 2:40  |
| 15.       | 「Tip Toe」(featuring A Boogie wit da Hoodie) | Moore Artist Dubose Gianni van den Brom Beck Norling                | Niaggi Pilgrim                      | 3:05  |
| 16.       | 「War Baby」                                  | Moore Sandoval Ashley Kember                                        | Sonic Kember Dreams [a]             | 3:15  |
| 合計時間: | 合計時間:                                     | 合計時間:                                                           | 合計時間:                           | 43:18 |

補足
- ^[a] 共同プロデューサーを指す。
- ^[b] 追加されたプロデューサーを指す。

## チャート
| 国/地域          | アルバムチャート (2020年 - 2021年) | 最高位 |
| ---------------- | ---------------------------------- | ------ |
| オーストラリア   | ARIAチャート                       | 15     |
| オーストリア     | エードライ・オーストリア           | 29     |
| ベルギー         | ウルトラトップ (Flanders)          | 38     |
| ベルギー         | ウルトラトップ (Wallonia)          | 79     |
| カナダ           | ビルボード                         | 2      |
| オランダ         | Album Top 100                      | 3      |
| フィンランド     | スオメン・ヴィラリネン・リスタ     | 13     |
| フランス         | SNEP                               | 39     |
| アイルランド     | OCC                                | 30     |
| イタリア         | FIMI                               | 47     |
| ニュージーランド | RMNZ                               | 22     |
| ノルウェー       | ヴェーゲー・リスタ                 | 4      |
| スウェーデン     | スヴァリイェトプリストン           | 10     |
| スイス           | シュヴァイツァー・ヒットパラーデ   | 48     |
| イギリス         | OCC                                | 13     |
| アメリカ         | Billboard 200                      | 1      |